# Operace Tygr
Operace Tygr 94 (bosensky Operacija Tigar 94 nebo bosensky Operacija Tigar-Sloboda 94) byla vojenská akce Armády Republiky Bosna a Hercegovina (ARBiH) v létě 1994 proti bosenské Autonomní provincii Západní Bosna v čele s Fikretem Abdićem a jeho srbským podporovatelům Armádě Republiky srbská Krajina (SVK) a Vojskům Republiky srbské (VRS). Bitva byla obrovským úspěchem pro ARBiH, která dokázala Abdićovy síly rozdrtit a území západní Bosny obsadit. Fikret Abdić však dokázal dobýt území zpět v listopadu 1994 během operace Pavouk.